# Liam van Gelderen
Liam van Gelderen (Zaandam, 23 maart 2001) is een Nederlands voetballer die als verdediger voor RKC Waalwijk speelt.

## Clubcarrière

### Ajax
Liam van Gelderen speelde in de jeugd van SVA Assendelft, Fortuna Wormerveer en AZ. Sinds 2015 speelt hij in de jeugd van AFC Ajax, waar hij in 2018 een contract tot 2020 tekende. Hij debuteerde voor Jong Ajax in de Eerste divisie op 25 maart 2019, in de met 3-3 gelijkgespeelde thuiswedstrijd tegen Jong FC Utrecht. In juni 2020 verlengde hij zijn contract met 3 seizoenen, tot medio 2023. Van Gelderen zat op 27 februari 2022 voor het eerst op de bank bij het eerste elftal van Ajax. Op 23 april 2022 volgde zijn debuut voor Ajax 1, door in een uitwedstrijd tegen N.E.C. in te vallen voor de geblesseerd geraakte Perr Schuurs.

#### FC Groningen
In juni 2022 maakte Van Gelderen de overstap naar FC Groningen waar hij een contract voor vier jaar ondertekende. Op 14 augustus maakte hij zijn debuut voor FC Groningen tegen zijn oude club Ajax. Hij kwam dat seizoen zeventien competitieduels in actie. Na de degradatie van FC Groningen in 2023 belandde Van Gelderen op een zijspoor bij de club en kwam hij de tweede seizoenshelft zelfs helemaal niet in actie voor De Trots van het Noorden. Met zes duels en 1 doelpunt had de back een kleine bijdrage in de promotie van FC Groningen terug naar het hoogste niveau. 

### RKC Waalwijk
Van Gelderen maakte in de zomerse transferperiode van het seizoen 2023/24 de overstap naar RKC Waalwijk.

## Statistieken

### Beloften
| 2018/19        | Jong Ajax      | Eerste divisie | 1  | 0 |
| 2019/20        | Jong Ajax      | Eerste divisie | 17 | 0 |
| 2020/21        | Jong Ajax      | Eerste divisie | 11 | 1 |
| 2021/22        | Jong Ajax      | Eerste divisie | 29 | 1 |
| Beloftentotaal | Beloftentotaal | Beloftentotaal | 58 | 2 |

### Senioren
| Seizoen        | Club           | Competitie     | Competitie | Competitie | Beker | Beker | Internationaal | Internationaal | Totaal | Totaal |
| Seizoen        | Club           | Competitie     | Wed.       | Dlp.       | Wed.  | Dlp.  | Wed.           | Dlp.           | Wed.   | Dlp.   |
| -------------- | -------------- | -------------- | ---------- | ---------- | ----- | ----- | -------------- | -------------- | ------ | ------ |
| 2021/22        | Ajax           | Eredivisie     | 2          | 0          | 0     | 0     | 0              | 0              | 2      | 0      |
| 2022/23        | FC Groningen   | Eredivisie     | 17         | 1          | 1     | 0     | 0              | 0              | 18     | 1      |
| 2023/24        | FC Groningen   | Eerste divisie | 6          | 1          | 1     | 0     | 0              | 0              | 7      | 1      |
| 2024/25        | RKC Waalwijk   | Eredivisie     | 9          | 0          | 1     | 0     | 0              | 0              | 10     | 0      |
| Seniorentotaal | Seniorentotaal | Seniorentotaal | 28         | 1          | 2     | 0     | 0              | 0              | 30     | 1      |
| Carrièretotaal | Carrièretotaal | Carrièretotaal | 86         | 3          | 2     | 0     | 0              | 0              | 88     | 3      |

Bijgewerkt op 4 november 2024.